# Bubenhofen (Bad Wörishofen)
Bubenhofen ist der Name eines abgegangenen Ortes auf dem Gebiet der Gemeinde Bad Wörishofen im schwäbischen Landkreis Unterallgäu.

## Lage
Der Ort lag zwischen dem heutigen Stockheim und Kirchdorf.

## Geschichte
Bubenhofen ist erstmals im Jahr 1302 bezeugt, als Swigger von Mindelberg die Vogtei einiger Güter, darunter auch Bubenhofen, an das Kloster Rottenbuch verkaufte. Das Kloster war in der Gegend bereits seit dem 13. Jahrhundert begütert und erwarb 1345 von Ruff von Hürnbach auch die Vogtei über den Meierhof zu Bubenhofen. Nach dem Dreißigjährigen Krieg existierte 1656 nur noch der Flurname Bubenhoferacker.